# Can Costa (Sant Julià de Vilatorta)
La Costa és una obra del municipi de Sant Julià de Vilatorta (Osona) inclosa en l'Inventari del Patrimoni Arquitectònic de Catalunya.

## Descripció
Es tracta d'una masia de planta rectangular (10x15mts), coberta a dues vessants amb el carener paral·lel a la façana actual situada a llevant. Consta de planta baixa, primer pis i golfes. Forma un gran rectangle construït amb dues llices i està adossada al pendent de la muntanya (E/W). La façana presenta un portal rectangular amb la llinda datada, una entrada al barri, un cos de forn, una cisterna i diversos cossos adossats. A tramuntana també hi ha cossos afegits, una llinda datada a la planta i diverses finestres amb els ampits motllurats. A ponent el mur és molt alt (pel pendent) i només s'hi obren espieres a la planta i algunes finestres als pisos. A migdia hi ha una finestreta amb reixa de ferro i un porxo amb barana catalana i amb un portal d'accés des del primer pis. L'estat de conservació és mitjà.

## Història
Antiga masia que la trobem registrada en els fogatges de la parròquia i terme de Santa Maria de Vilalleons de l'any 1553, aleshores habitava el mas un tal Segimon Costa. Per les inscripcions dels portals i per les característiques constructives ens adonem que la masia fou ampliada al s. XVIII, reforma que li donar la fesomia actual, aleshores era habitava per uns Costa, regalia que degué abandonar el lloc perquè actualment en són propietaris els Srs. Riera.